# William Gourlay Colquhoun
William Gourlay Colquhoun, kanadski general, * 9. avgust 1888, † 18. november 1966.